# ジェンダー地理学
ジェンダー地理学（ジェンダーちりがく、英語: gender geography）は、ジェンダーに起因した事象を対象にした地理学研究のことである。ジェンダー地理学は、性別に起因した空間的な現象の背後となる社会的・文化的側面の解明を目標とする。
第二派フェミニズムにおいて成立したジェンダーの概念の成立により、従来当然と考えられていた男女の役割差異への異議が唱えられ、性に関する問題が議論されるようになった。

## 研究動向

### 女性の地理学
女性の地理学（the geography of women）は、1970年代に成立した地理学の方法で、男女間での不平等の解明をすすめた。女性の地理学は、第二派フェミニズムの影響下で1970年代に女性研究者ほかにより研究が始められた。
1970年代の欧米では、男性中心主義下にあった従来の地理学に対する異議が提起された。女性の地理学は、地理学における女性研究者数および、女性を研究対象とした研究への関心の低さを指摘した。女性を対象とした研究を行い、地理学の議論対象に女性を加えた。また、女性の行動が男性よりも空間的制約が大きいことが指摘された。

### フェミニスト地理学への展開
1980年代には、女性が不可視化されてきた原因や構造の解明が進められた。フェミニスト地理学は、女性が男性よりも劣位に置かれる権力構造に着目し、社会理論を用いて社会構造の解明を進めた。マルクス主義フェミニズムの影響下にあったフェミニスト地理学者は、仕事と家事・育児を両立する既婚就業女性が直面する制約に着目して研究を進めた。
1980年代後半以降は、ポストモダニズムの影響を受け、女性の中での差異や多様性に着目されるようになった。従来のフェミニスト地理学の議論が白人、中産階級、異性愛の女性に限ったものであるとの批判から、女性の中での人種、階層などの差異や、セクシュアリティの多様性への着目が進められた。
1994年以降、ジェンダー地理学の専門誌としてGender, Place & Cultureが刊行されている。

### 男性の地理学
一方、フェミニスト地理学で提起された男性の抑圧性、女性の被抑圧性の図式への異議もみられた。男性学の影響を受け、地理学でも、ジェンダー規範の影響下で疎外される男性を対象とした研究を行うことの必要性が主張され、ピーター・ジャクソンなどにより研究が進められた。
2000年時点では研究実績に乏しかったが、2000年代以降、男性の地理学の研究数が増大した。

### セクシュアリティの地理学
1990年代頃から、英語圏を中心にセクシュアリティが地理学の研究対象に取り入れられるようになった。1990年代は、性的少数者が研究対象から排除されることや、英語圏地理学界における強制的異性愛の問題が明らかになるとともに、異性愛化された空間構造に対する問題が提起された。2000年代以降はセクシュアリティの地理学研究数が増加した。
ゲイの空間に関する地理学研究として、性的少数者の集住や性的少数者向けの商業施設の集積などがみられるゲイディストリクトの研究が挙げられる。一方、都心のゲイディストリクトに限らず、郊外のクィアフレンドリーネイバーフッド（queer-friendly neighborhoods）の研究も行われている。クィアフレンドリーネイバーフッドでは居住者の社会的属性が多様であり、異性愛者との共生が行われている。
レズビアンの集住地区や、レズビアン向けの商業施設を対象とした研究もみられる。しかし、ゲイと比べて経済力が低いため、ゲイの空間と比べて可視化されにくく、研究事例もゲイと比べて少ない。